# Жу Яо
Фарфор Жу Яо (кит. : 汝窯 (Rǔ Yáo) ) – редкий тип керамики династии Сун. Производился для императорского двора в течение непродолжительного периода около 1100 г. Большинство предметов покрыты бледно-голубой глазурью. Цвета варьируются от зеленого до цвета морской волны и голубого. Источники сравнивают оттенки фарфора  Жу Яо с «голубизной неба среди облаков после дождя». 
По европейской маркировке Жу Яо не считается фарфором. Тем не менее, в китайском языке, применительно к керамике Жу Яо употребляется термин «фарфор». Традиционно, термин Жу Яо распространяется на керамику бирюзового, голубого и зеленоватого цвета.

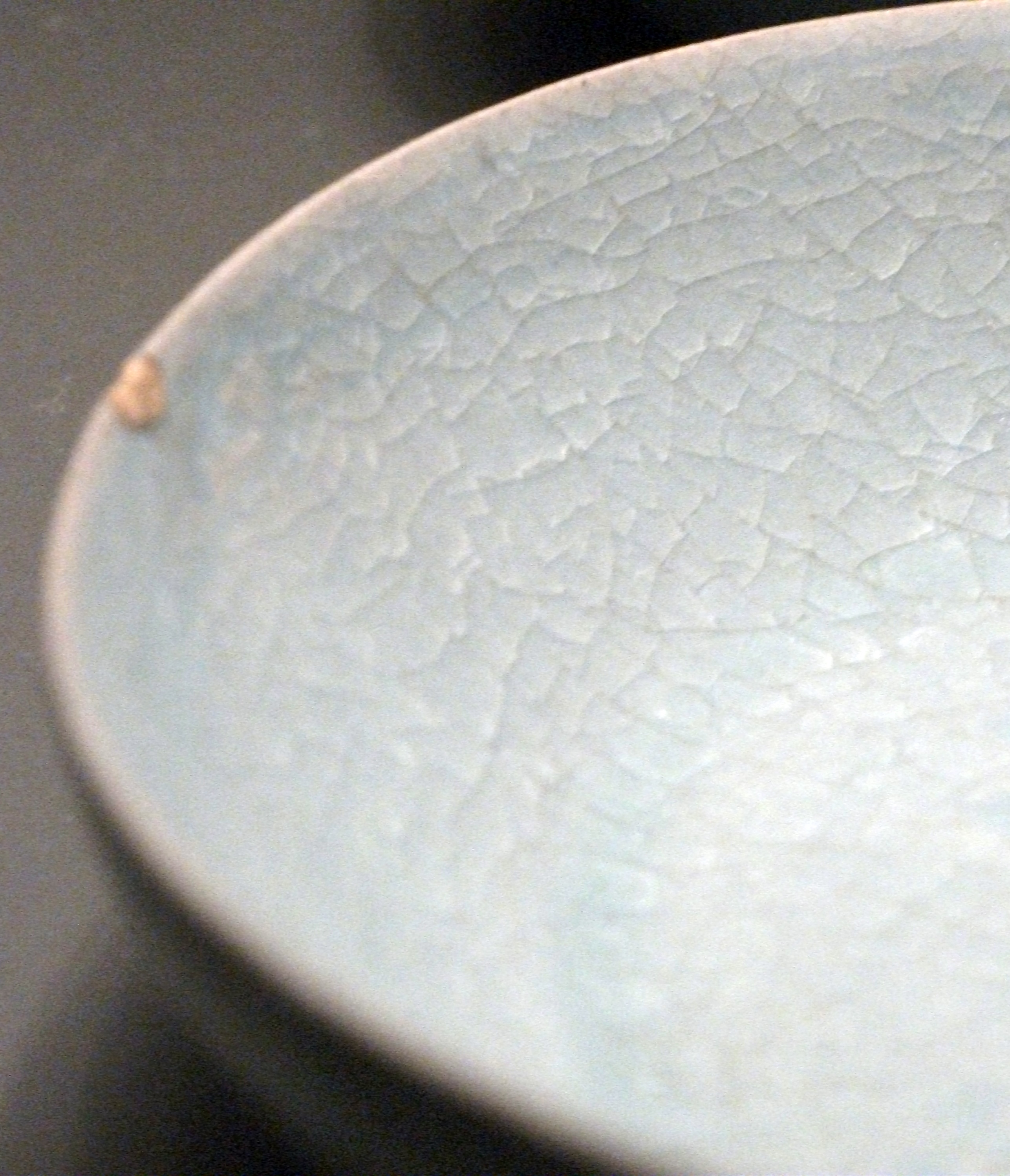
Коллекция Парсеваля Дэвида, Британский музей.

## Общая характеристика

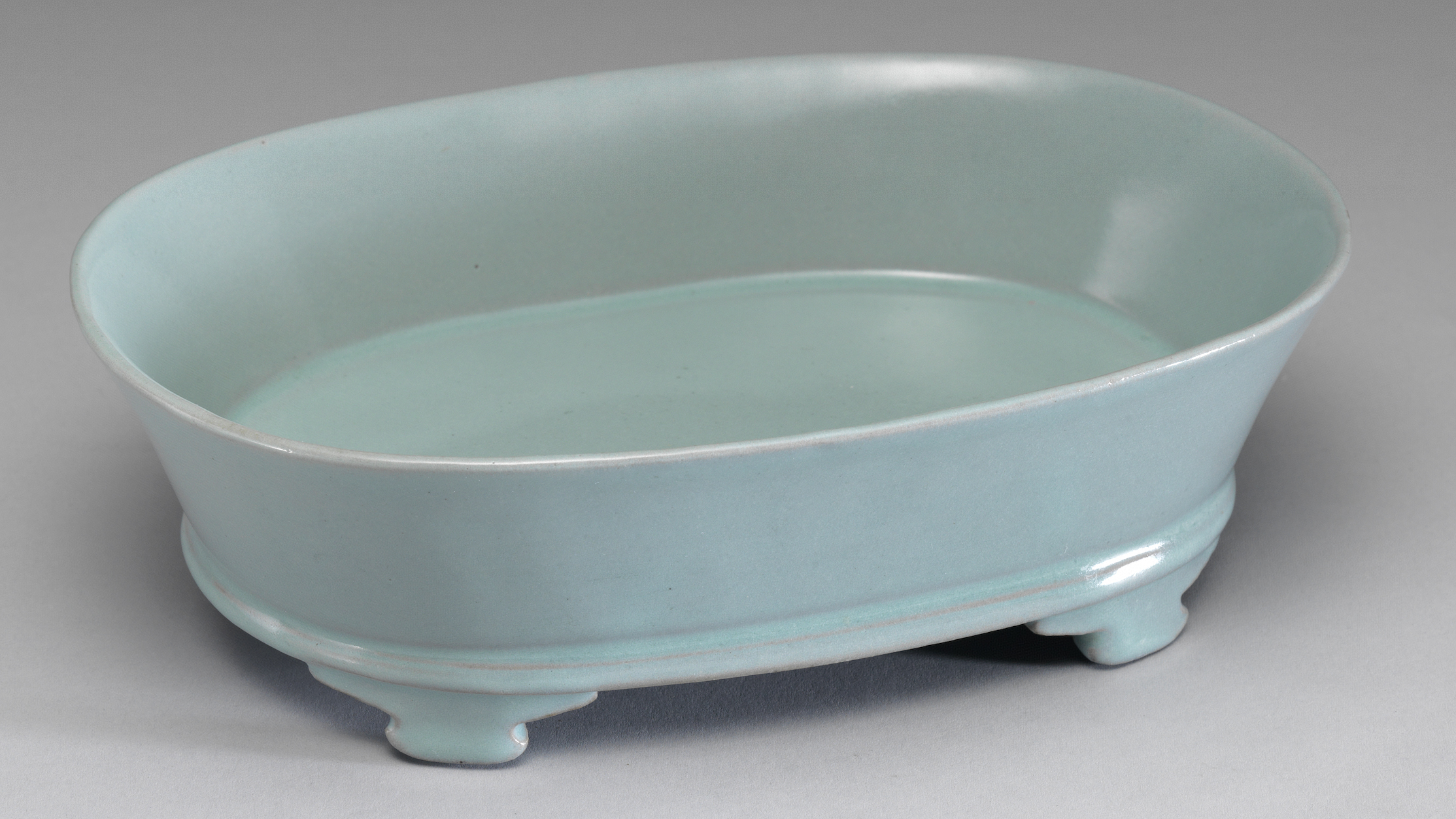
Чаша для нарциссов. Светлая голубая глазурь, Музей императорского дворца, Тайбэй.

Керамика Жу Яо принадлежит одной из Пяти Великих печей (или Пяти Великих школ фарфора). Полагают, что посуда Жу Яо производилась исключительно для императорского двора и попадала на массовый рынок только в том случае, если отдельные ее предметы были отвергнуты или отбракованы. Считается, что Жу Яо – первое производство фарфора, полностью связанное с императорским двором и ориентированное на его вкусы.
Одна из особенностей керамики Жу Яо – рафинированный выбор предметов. В рамках этого направления производилась не только бытовая посуда (чаши, миски), но и объекты для повседневных ритуалов: вазы, курильницы, чаши для мытья кистей и т. д.  Производство остановилось незадолго до того, как районы расположения печей были захвачены противниками династии Сун около 1120 года.

## Художественные особенности
Изделия Жу Яо обладают очень простой формой и практически лишены украшений. Объекты Жу Яо не используют цветной рисунок. Очень немногие изделия обладают рельефным схематическим рисунком. Исследователи полагают, что фарфор Жу Яо можно рассматривать в рамках художественной программы минимализма.  Фарфор Жу Яо ориентирован на использование минималистических принципов, которые как художественный стандарт получили распространение в более позднее время.

## История исследования
В 1950 году более 15 печей в деревне Цинлянси, уезд Баофэн, провинция  Хэнань были определены как место производства керамики Жу Яо. В 1977 году в этом месте был обнаружен фрагмент посуды, который оказался идентичен образцам из Музея запретного города в Пекине. Эти открытия были подтверждены в 1987 году. В 2000 году была обнаружена основная зона производства и печи, в которых производилась посуда Жу Яо.

## Датировки
Датировки и хронологические рамки производства фарфора Жу Яо являются предметом обсуждений. Большинство исследователей приходят к единому мнению, что керамика этого типа производилась на протяжении короткого периода. Как правило, производство Жу Яо датируют хронологическим отрезком с 1086 г. по 1106 г. Некоторые исследователи полагают, что этот период мог быть более долгим. 
Полагают, что фарфор Жу Яо производился только во время правления императора Хуэй-цзуна (годы правления: 1100–1125) и, возможно, его предшественника Чжэ-цзуна (годы правления: 1085–1100). Считается, что Хуэй-цзун, проявлял большой личный интерес к посуде этого типа и был его поклонником.
В период Северной Сун, около 1120 года, территории производства были оккупированы северянами. Император Хуэй-цзун отрекся от престола, печи оказались на захваченных территориях и производство остановилось. Предполагают, что производство, возможно, было возобновлено на короткое время около 1151 года. В этот период зафиксирован дар императору Гао-цзуну, состоящий из 16 предметов. 
Некоторые датировки вызывают сомнение и оспариваются специалистами.  В частности, изделия из коллекции Парсеваля Дэвида были признаны имитациями и сегодня считаются подделками, изготовленными, скорее всего, в XX веке.

## Производство
Участок производства фарфора Жу Яо занимал 250 000 квадратных метров с печами, расположенными по всей территории. В процессе исследования было обнаружено, что в этих печах также производили другие изделия. В частности, в этих печах производилась черная и трехцветная керамика, а также изделия Жу Яо более низкого качества. 

## Особенности изготовления

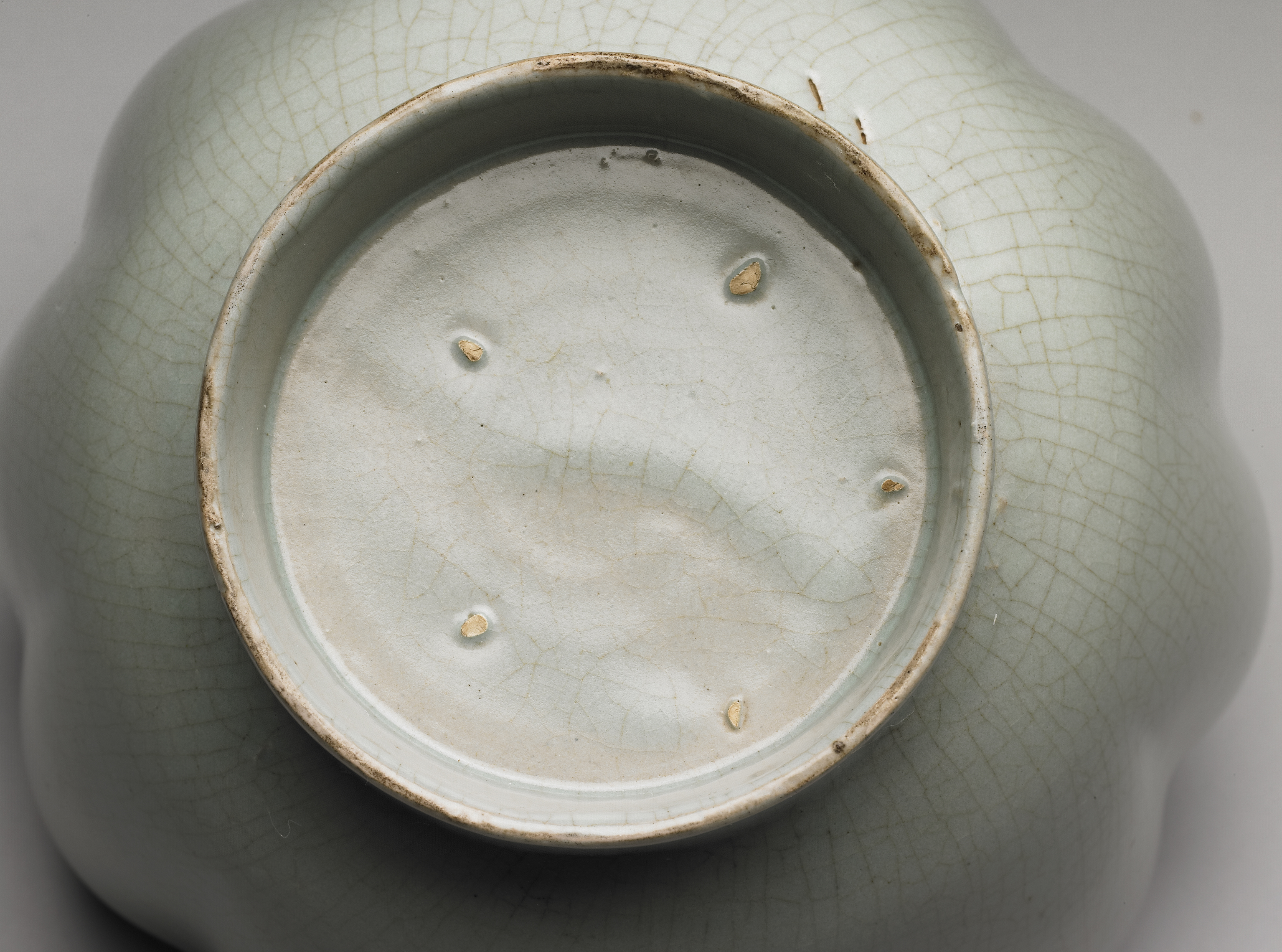
Следы «кунжутовые семечки» на керамике Жу Яо.

Главной особенностью фарфора Жу Яо является глазурь голубого, зеленого или зелено-голубого цвета. Иногда она обладает характерной структурой с мелкими трещинами. Полагают, что глазурь наносили в несколько слоев. Посуда других школ (в частности – керамика Дин) обжигалась в перевернутом виде – поэтому верхний край оставался неровным и закрывался металлическим ободом. Система обжига Жу Яо позволяла избегать этого дефекта. Изделия Жу Яо помещали на подставку с тремя или пятью зубцами, которые предположительно изготавливались из металла. На нижней стороне изделия оставались небольшие овальные следы – они получили название «кунжутовой семечки».
Фарфор Жу Яо использовал технику сплошной эмали. Полагают, что эта техника была изобретена при изготовлении керамики Жу Яо. Сплошная эмаль зеленоватого или бледно-голубого цвета делала фарфор похожим на нефрит, который обладал в иерархии китайской культуры особым статусом и значением.
Тело керамики имеет светло-серый цвет: его оттенки иногда сравнивают с цветом пепла. Изделия обжигались при относительно низкой температуре и обладали относительно высокой гигроскопичностью – то есть, поглощали воду с высокой скоростью.
В европейской традиции Жу Яо классифицируется как керамика, в то время как в китайской традиции изделия этой школы идентифицируются как фарфор. 

## Предметы и формы
В настоящий момент известны 87 предметов, которые идентифицируют как фарфор Жу Яо. Другие источники называют 79 или 74 объекта, которые могут быть идентифицированы как Жу Яо и чье происхождение может быть подтверждено. Наиболее крупными коллекциями считаются: Музей императорского дворца в Тайбее (21 объект), Британский музей (17 объектов), Музей запретного города в Пекине (17 объектов) и Шанхайский музей (9 объектов).
Известные на сегодняшний момент 87 предметов представлены 20 различными формами. Наиболее многочисленная группа – круглые миски для мытья щеток, тарелки и бутылки для вина.

## Позднее производство
Предполагают, что фарфор Жу Яо был очень редким даже во время своего производства. Последовательным коллекционером китайского фарфора был один из представителей династии Цин, император Цяньлун (годы правления: 1736–1795). Ему, по-видимому, принадлежало более половины сохранившихся экземпляров. По мере отдаления от момента создания, репутация фарфора Жу Яо стала легендарной. Вероятно, многие поэты, описывавшие Жу Яо, никогда не видели ни одного объекта. 
Одним из подражаний фарфору Жу Яо считалась посуда Гуань. Тем не менее, до XVIII в. Не было убедительных попыток копирования изделий Жу Яо. При императоре Юнчжэне (годы правления: 1723–1735) некоторые образцы посуды Жу Яо копировались. Эти изделия известны как «посуда типа Жу». Некоторые имитации фарфора Жу Яо производились в Корее.

## Коллекции и музейные собрания
Изначально фарфор Жу Яо считался крайне редким типом керамики. На протяжении XX века количество подтвержденных объектов несколько увеличилось. В некоторых изданиях 1950-х годов количество подтвержденных объектов было относительно невелико (около 30). В более поздних изданиях тех же каталогов количество предметов увеличивается почти вдвое (до 61). Подтвержденные музейные списки несколько отличаются друг от друга – это вносит разночтения в итоговые перечни.
Некоторые объекты были идентифицированы музеями после 2000 года. В 2016 году подтвержден один из объектов Художественного музея Цинциннати. В 2021 году чаша из собрания Музея фарфора в Дрездене была идентифицирована как ваза керамики Жу Яо.

## Галерея

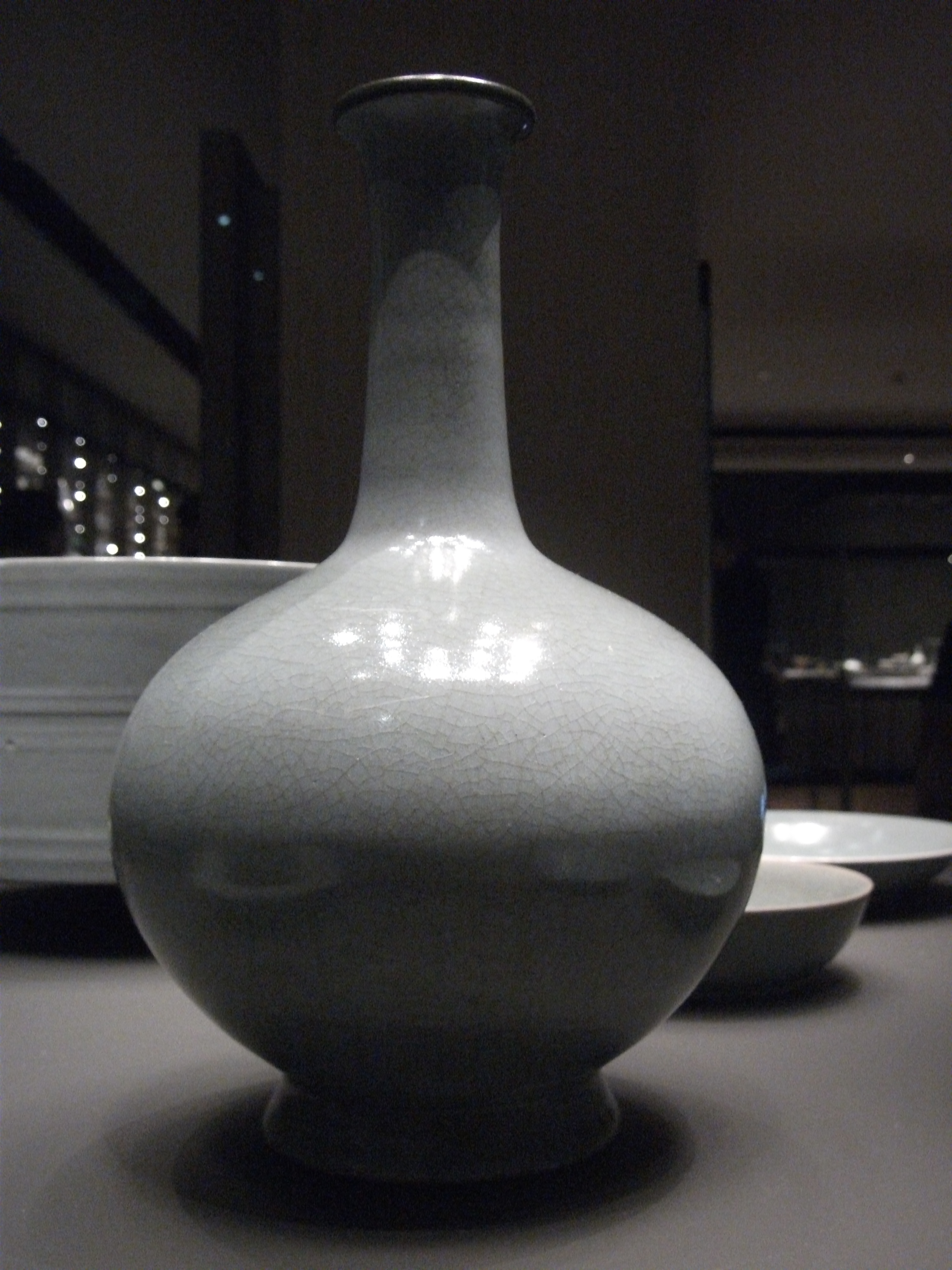
Предмет из собрания коллекции Парсеваля Дэвида, Британский музей.
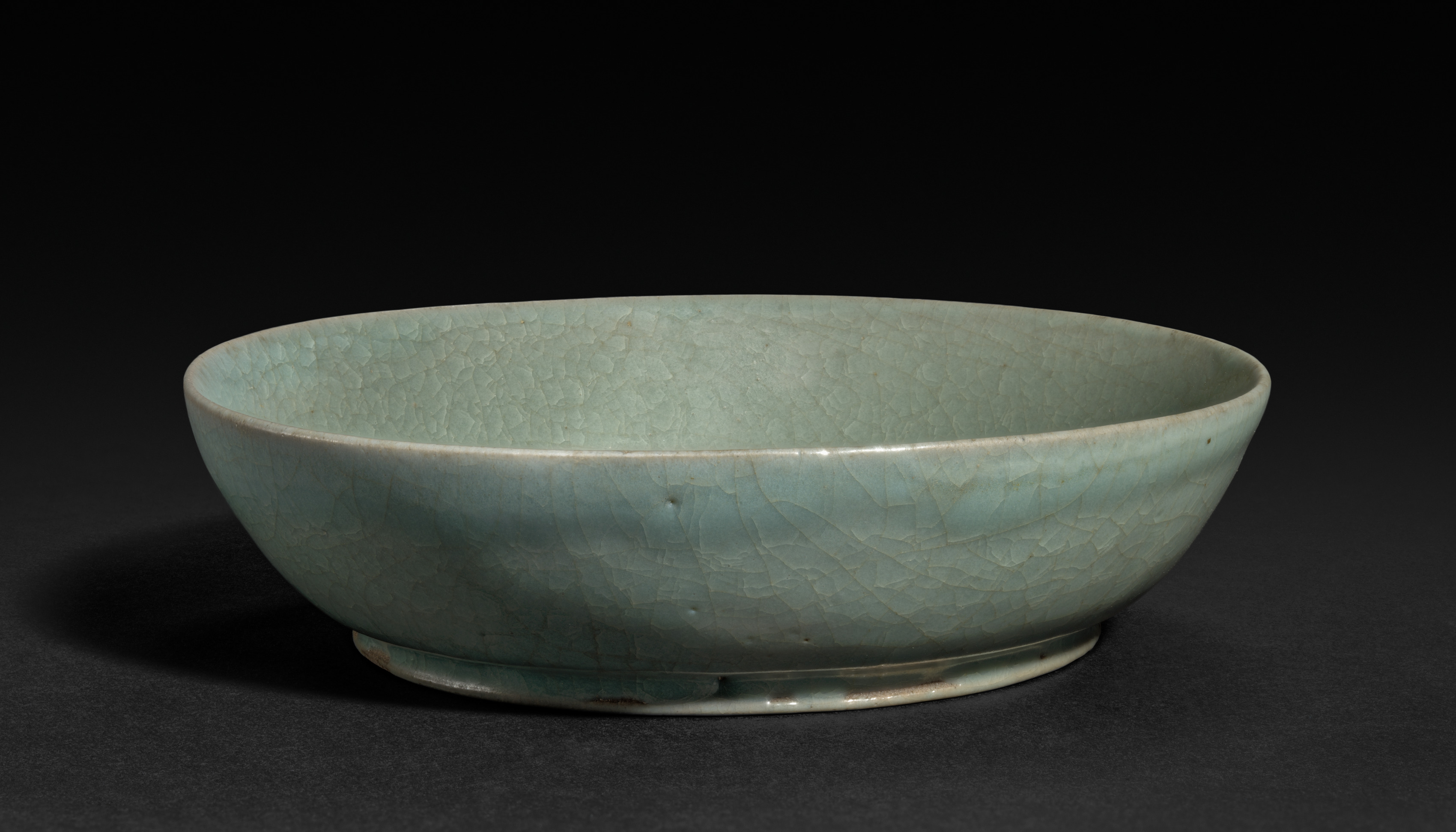
Чаша, Художественный музей Кливленда.
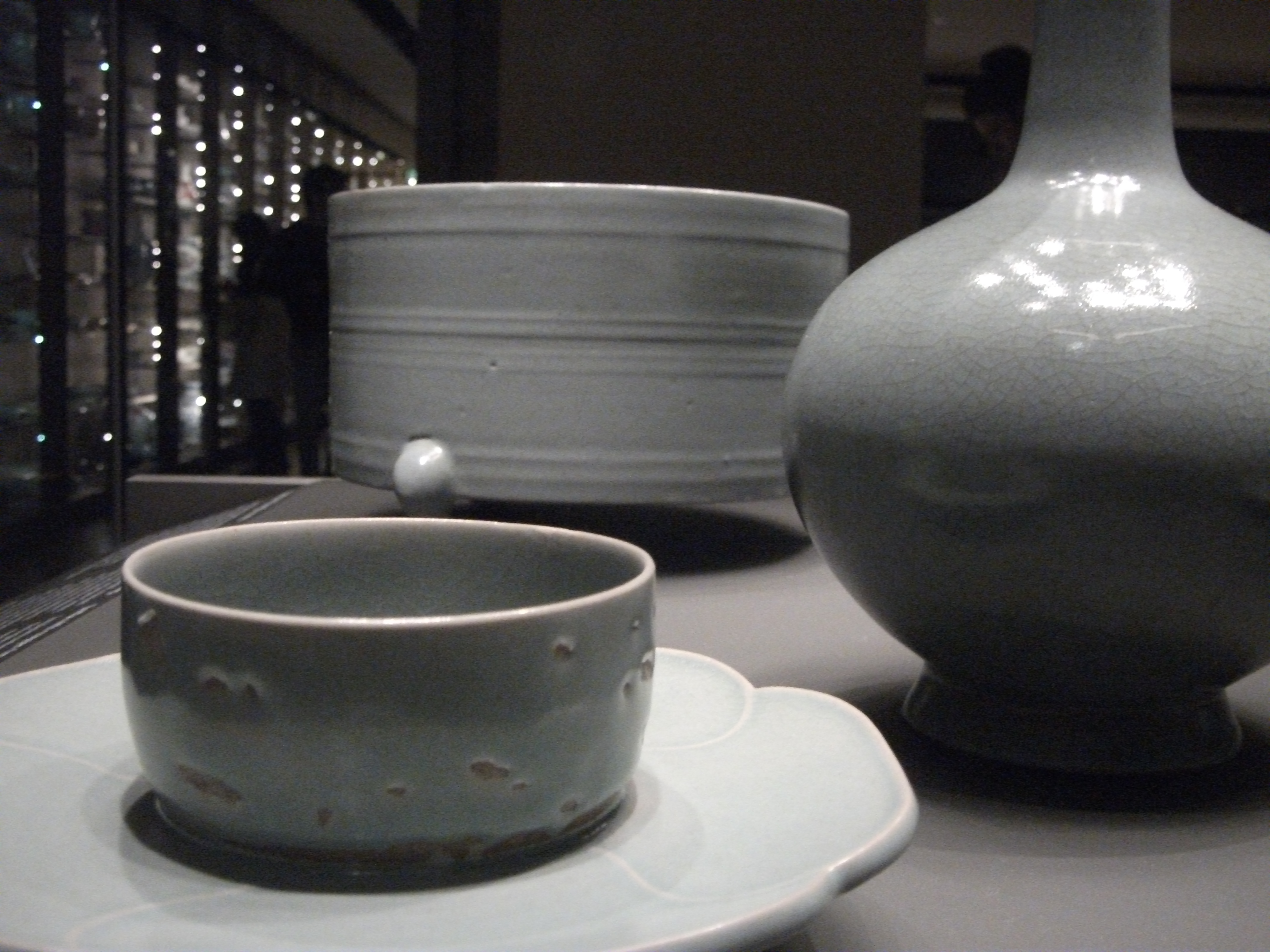
Предмет из собрания коллекции Парсеваля Дэвида, Британский музей.